# Carl Friedrich Rudolf Heinze

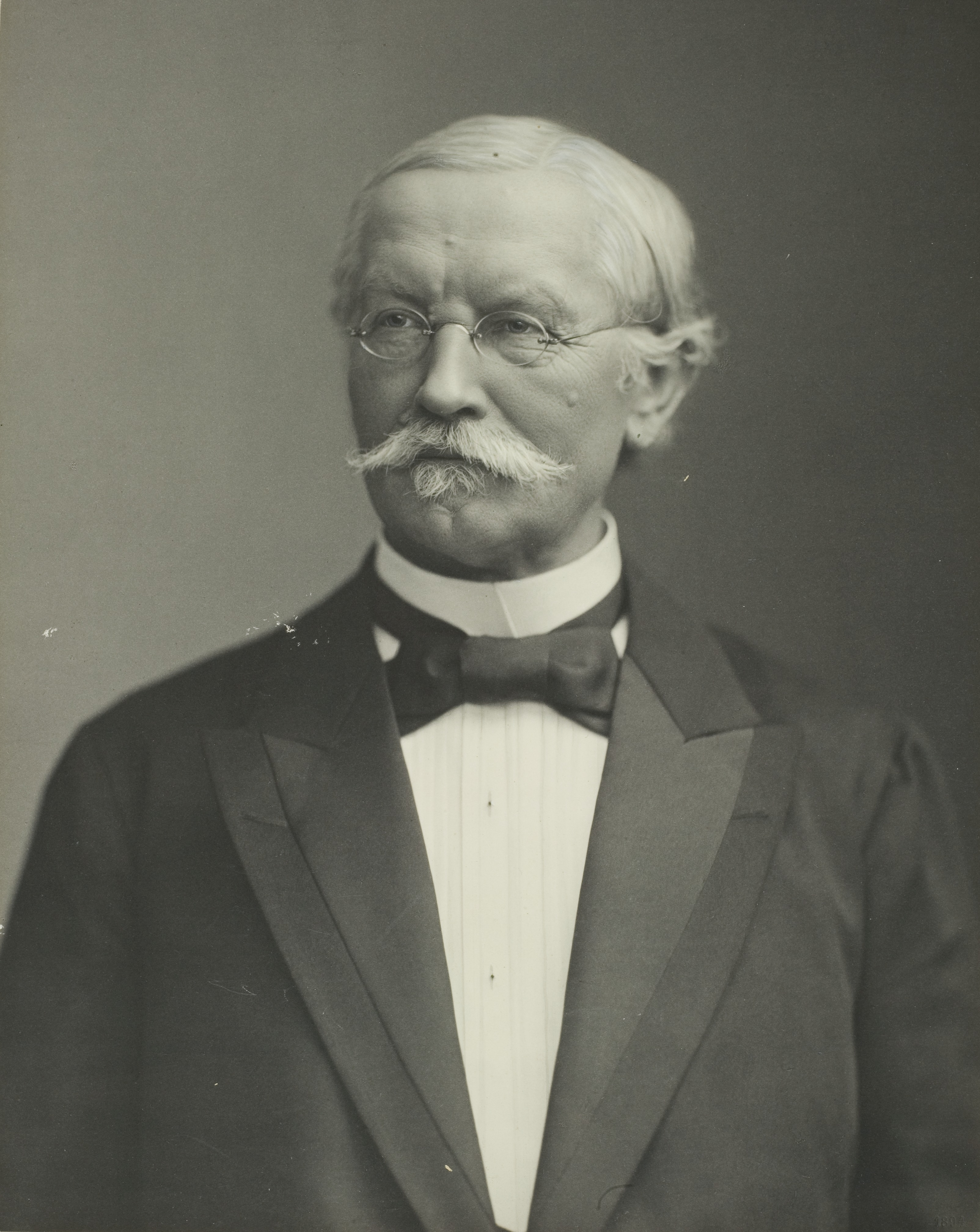
Carl Friedrich Rudolf Heinze

Carl Friedrich Rudolf Heinze, född den 10 maj 1825 i Saalfeld, död den 18 april 1896 i Heidelberg, var en tysk jurist, bror till Max Heinze. 
Heinze blev professor i kriminallagfarenhet 1865 vid universitetet i Leipzig, som han under flera perioder representerade i sachsiska lantdagens första kammare, och 1873 i Heidelberg. 
Heinzes vetenskapliga arbeten behandlar företrädesvis reformer i tyska strafflagen och kriminalprocessen, som Das recht der untersuchungshaft (1865), Staatsrechtliche und strafrechtliche erörterungen zu dem entwurf eines strafgesetzbuches für der Norddeutschen bund (1870) och Strafprocessuale erörterungen (1875).